# Amba (cuisine)
Pour les articles homonymes, voir Amba.
L’amba (en arabe : عمبة ; en hébreu : עמבה) est une sauce à base de mangue, à la saveur aigre-douce, principalement utilisée au Moyen-Orient (en particulier en Irak et en Israël), et en Inde. Son nom vient du mot sanskrit pour « mangue ». Elle est en général préparée à partir de mangues, de vinaigre, de sel, de moutarde, de curcuma, de piment et de fenugrec. À la différence des achards, l'huile n'entre pas dans sa composition.
La sauce amba est d'usage fréquent dans la cuisine irakienne, en accompagnement de plats de poisson, d’œufs, de falafels, de kebbeh, etc. Elle est également très populaire en Israël où elle a été introduite par les Juifs originaires d'Irak dans les années 1950-1960 (dans ses mémoires, Sasson Somekh (en) y consacre un chapitre entier). Elle accompagne souvent le sabich, les falafels, le me'orav yerushalmi (grillade d'abats de poulet et de viande d'agneau), le kebab et le shawarma.